# Brachydesmus herzegowinensis
Brachydesmus herzegowinensis är en mångfotingart som beskrevs av Karl Wilhelm Verhoeff 1897. Brachydesmus herzegowinensis ingår i släktet Brachydesmus och familjen plattdubbelfotingar.

## Underarter
Arten delas in i följande underarter:
- B. h. confinis
- B. h. reflexus
- B. h. septentrionalis
- B. h. trifidus